# رقصات الكونغرس (فلم 1955)
رقصات الكونغرس (بالألمانية: Der Kongreß tanzt) هو فيلم موسيقي تاريخي نمساوي من إنتاج عام 1955 وإخراج فرانز أنتل وبطولة جوانا ماتز ورودولف براك وهانيلور بولمان. يعتبر الفليم إعادة إنتاج لفيلم عام 1930 رقصات الكونغرس، تدورد أحداث الفيلم حول قصة حب وقعت خلال مؤتمر فيينا عام 1814.

## فريق التمثيل
- جوهانا ماتز في دور كريستل وينزينجر
- رودولف براك في دور القيصر الكسندر الأول / أورالسكي
- هانيلور بولمان في دور بابيت
- مارتي هاريل في دور الكونتيسة بالانسكي
- جيستر نيفه في دور ليديا
- هانز موزر في دور شوبرل
- جوزيف مينراد في دور فرانزل إيدير
- غونتر فيليب في دور بيبي جالينجر
- كارل شونبوك في دور كونت ميترنيخ
- أوسكار سيما في دور بيبيكوف
- بول ويسترماير في دور فرانز
- إرنست والدبرون في دور شابزيجل
- إيلس بيترنيل في دور ليزل
- روزا ألباخ-ريتي
- فريتز موليار
- سي دبليو. فيرنباخ
- كارل فوشلر
- راؤول ريتزر
- بيتر سيزيكي
- كاثرين أوجينسكي

## روابط خارجية
- رقصات الكونغرس  في قاعدة بيانات الأفلام على الإنترنت (بالإنجليزية)